# Боадман (Орегон)
Боадман (енгл. Boardman) град је у америчкој савезној држави Орегон.

## Демографија
По попису из 2010. године број становника је 3.220, што је 365 (12,8%) становника више него 2000. године.
| Група             | 2000.         | 2010.         |
| Белци             | 1.299 (45,5%) | 1.075 (33,4%) |
| Афроамериканци    | 11 (0,4%)     | 23 (0,7%)     |
| Азијати           | 20 (0,7%)     | 77 (2,4%)     |
| Хиспаноамериканци | 1.431 (50,1%) | 1.986 (61,7%) |
| Укупно            | 2.855         | 3.220         |